# خوسيه ماريا سيلس
خُوسيه َمِريا سيلِس (بالإسبانية: José María Siles)‏، صحافي إسباني خَبير في العلاقات الدُولية. كان رئيس مكتب التعليم التقني والمهني بون، الرباط، نيويورك وبروكسيل. اشتغل بِراديو فرانس بِباريس، ولدى القناة الدولية الإسبانية بِألمانيا، حيث عاش آخر سنوات الحرب الباردة، و شاهد سقوط جدار برلين.                                      بِنفس الصفة، بُعِث كَمُراسل خلال حصار مدينة سارييفو حتى مُعاهدة دايطون. في 1994 تم اختياره مديرا ل[Canal Sur]، القناة العمومية الأندلوسية، وبعد هذه التجربة، التحق بمقر القناة الأولى الإسبانية TVE بالولايات المتحدة حيث تكلف بمديرية مراكز الإرسال بنيويورك وواشنطن.
فيما بعد، انتقل كمراسل إلى بروكسيل واهتم بالشؤون الأوروبية حيث أخبر بوصول عملة الأورو، واتساع الإتحاد الأوروبي، ودور ال OTAN في ترقية السلم تحت رعاية الأمم المتحدة.

## وصلات خارجية
- خوسيه ماريا سيلس على موقع IMDb (الإنجليزية)
- José María Siles, Profil
- Team Europe